# János Esterházy
János Esterházy, conte de Galántha (n. 14 martie 1901, Austro-Ungaria – d. 8 martie 1957, Cehoslovacia) a fost un aristocrat maghiar din familia princiară Esterházy, din ramura conților de Galántha, liderul Partidului Socialist Creștin Maghiar și apoi al Partidului Unificat Maghiar din Slovacia. El a devenit cunoscut prin discursul ținut la Congresul Minorităților Naționale de la Viena din iulie 1932. El a fost promotorul ideii de respectare a minorităților naționale maghiare și de conviețuire pașnică cu poporul frate slovac. În 2011 în Ungaria i-a fost ridicat un monument și guvernul maghiar caută reabilitarea lui Esterhazy care pe nedrept ar fi fost considerat un național socialist, un adept al lui Hitler. János Esterhazy ar fi fost și împotriva deportării evreilor care trăiau în Slovacia. Această afirmație este contestată de regimul de conducere slovac care-l consideră pe Esterhazy un adept al fascismului german.